# Carlos Mencia
Pour les articles homonymes, voir Mencia (homonymie).
Ned Arnel Mencía (né le 22 octobre 1967), mieux connu par son nom de scène Carlos Mencia, est un humoriste, acteur, et écrivain américain.

## Biographie
Mencia apparaît dans l'épisode 5 de la saison 13 de South Park.

## Albums
- Take a Joke America (2001)
- America Rules (2002)
- Unmerciful (2003)

## Albums etDVD
- Not for the Easily Offended (2003)
- Down to the Nitty Gritty (2004)
- This is Carlos Mencia (2006)
- No Strings Attached (2006)
- Mind of Mencia Season 1 (2006)
- Mind of Mencia Season 2 (2007)
- Mind of Mencia Season 3 (2007)
- The Best of Funny is Funny (2007)
- Performance Enhanced (2008)